# WWE Bad Blood
WWE Bad Blood es un evento pago por visión de lucha libre profesional producido por la World Wrestling Federation/Entertainment de la marca Raw emitido únicamente en 1997, 2003 y 2004. Estaba previsto para regresar en el 2017 como un evento exclusivo de la marca Raw, pero fue remplazado por el nuevo evento Great Balls of Fire. Bad Blood regresó finalmente en el año 2024 para el mes de octubre.
El evento es conocido por introducir la lucha Hell in a Cell, que fue el combate principal en las tres primeras ediciones y la lucha de apertura en 2024.

## Ediciones

### 1997
In Your House: Bad Blood tuvo lugar el 5 de octubre de 1997 en el Kiel Center en San Luis, Misuri. En la tarde de ese evento, Brian Pillman, quién tenía pactada una lucha contra Dude Love, fue encontrado muerto en su habitación del hotel. Se anunció su fallecimiento durante una media hora antes del evento, por lo que la pelea fue cancelada.

#### Resultados
- Nation of Domination (D'Lo Brown, Kama Mustafa & Rocky Maivia) derrotaron a The Legion of Doom (Hawk & Animal) en un Containers match (3:20)
  - Maivia cubrió a Hawk después de un "Rock Bottom" dentro de la basura.
- Max Mini & Nova derrotaron a Tarantula & Mosaic (6:43)
  - Max cubrió a Tarantula con un Roll-Up
  - Esta lucha fue realizada en reemplazo a otra lucha entre Dude Love y Brian Pillman, que fue cancelada por la muerte de Pillman.
- The Godwinns (Henry & Phineas) (con Uncle Cletus) derrotaron a The Headbangers (Mosh & Thrasher), ganando el Campeonato en Parejas de la WWF (12:17)
  - Phineas cubrió a Mosh después de una "Powerbomb".
- Owen Hart derrotó a Faarooq, ganando el vacante Campeonato Intercontinental de la WWF (7:12)
  - Owen cubrió a Faarooq después de que Steve Austin golpeara a Faarooq con el título.
  - Este combate fue la final de un torneo por la vacante del título Intercontinental.
- Disciples of Apocalypse (Crush, Chainz, 8-Ball & Skull) derrotaron a Los Boricuas (Savio Vega, Jesús Castillo, Jose Estrada, Jr. & Miguel Perez, Jr.) (9:11)
  - Crush cubrió a Castillo después de un "Tilt-a-whirl backbreaker".
- Bret Hart & The British Bulldog derrotaron a Vader & The Patriot en una Flag match (23:13)
  - Hart cubrió a Patriot con un "Roll-up".
- El Campeón Europeo Shawn Michaels derrotó a The Undertaker en un Hell in a Cell Match y ganó una oportunidad por el Campeonato de la WWF. (29:58)
  - Michaels cubrió a The Undertaker después de una "Tombstone Piledriver" del debutante Kane.
  - El Campeonato Europeo de Michaels no estaba en juego.
  - Este combate marcó el debut del Hell in a Cell Match.
  - Esta lucha fue calificada con 5 estrellas por el periodista Dave Meltzer.

### 2003
Bad Blood 2003 tuvo lugar el 15 de junio de 2003 en el Compaq Center en Houston, Texas. El tema oficial fue la canción "Headstrong" de Trapt.

#### Resultados
- Sunday Night HEAT match: Ivory derrotó a Molly Holly (3:18)
  - Ivory cubrió a Molly después de un "Poison Ivory".
- Tuggin' and Buggin' Enterprises (Rodney Mack & Christopher Nowinski) (con Theodore Long) derrotaron a The Dudley Boyz (Bubba Ray & D-Von) (7:07)
  - Nowinksi cubrió a Bubba después de pegarle con su máscara protectora.
  - Durante la lucha, Long intervino a favor de Nowinski y Mack.
- Scott Steiner derrotó a Test (con Stacy Keibler) (6:23)
  - Steiner cubrió a Test después de una bofetada de Keibler y un "Steiner Flatliner".
  - Al ganar, Steiner se quedó con los derechos de Keibler como su mánager.
- Booker T derrotó al Campeón Intercontinental Christian por descalificación (7:53)
  - Christian fue descalificado después de pegarle a Booker con el título.
  - Durante la lucha, el árbitro amenazó a Christian de que iba perder el campeonato si perdía por cuenta fuera cuando esté iba a abandonar la arena con el campeonato.
  - Como resultado, Christian retuvo el título.
- La Résistance (René Duprée & Sylvain Grenier) derrotaron a Rob Van Dam & Kane, ganando el Campeonato Mundial por Parejas de la WWE (5:47)
  - Grenier & Duprée cubrieron a RVD después de un "Bonsoir".
- Goldberg derrotó a Chris Jericho (10:53)
  - Goldberg cubrió a Jericho después de un Spear y un Jackhammer.
- Ric Flair derrotó a Shawn Michaels (14:18)
  - Flair cubrió a Michaels después de un "Chair Shot" de Randy Orton.
- Triple H derrotó a Kevin Nash (con Mick Foley como árbitro especial) en un Hell in a Cell y retuvo Campeonato Mundial Peso Pesado (21:01)
  - Triple H cubrió a Nash después de un golpe con el mazo y un Pedigree.
  - Durante la lucha, Triple H atacó a Foley con una silla y Foley atacó a Triple H con un "Mandible Claw".
  - Durante la lucha, Nash atacó accidentalmente a Foley con unas escaleras metálicas.
  - Después de la lucha, Randy Orton y Ric Flair salieron a celebrar el triunfo de Triple H.

### 2004
Bad Blood 2004 tuvo lugar el 13 de junio de 2004 en el Nationwide Arena en Columbus, Ohio. El Lema del evento es "He's Back Watch Yours" ("Ha Regresado,Ten Cuidado"). Los temas oficiales del evento fueron "Sold Me" de Seether y "Back Up" de 12 Stones

#### Resultados
- Sunday Night HEAT match: Batista derrotó a Maven (3:44)
  - Batista cubrió a Maven después de un "Batista Bomb".
- Chris Benoit & Edge derrotaron a los Campeones Mundiales en Parejas de la WWE La Résistance (Sylvain Grenier & Robért Conway) por descalificación (10:17)
  - La Résistance fueron descalificados después de que Kane atacara a Benoit.
  - Como resultado, La Résistance retuvo los títulos.
  - Después de la lucha Kane siguió atacando tanto a Edge como a Benoit.
- Chris Jericho derrotó a Tyson Tomko (con Trish Stratus) (6:03)
  - Jericho cubrió a Tomko después de una "Running Enzuigiri".
  - Durante la lucha, Trish Stratus intervino a favor de Tomko.
- Randy Orton derrotó a Shelton Benjamin, reteniendo el Campeonato Intercontinental de la WWE (15:03)
  - Orton cubrió a Benjamin de invertir un "Crossbody" en un "Roll-Up".
  - Durante la lucha Ric Flair intervino a favor de Orton.
- Trish Stratus  derrotó a Victoria (c), Lita y Gail Kim ganando el Campeonato Femenino de la WWE (4:43)
  - Stratus cubrió a Lita con un "Roll-up".
- Eugene derrotó a Jonathan Coachman (7:38)
  - Eugene cubrió a Coachman después de un "Rock Bottom" y un "People's Elbow".
  - Durante la lucha, Garrison Cade y una mujer en bikini intervinieron a favor de Coachman.
  - Después de la lucha, Cade y Coachman recibieron un "Stone Cold Stunner" de Eugene.
  - Después de la lucha, William Regal salió a celebrar el triunfo de Eugene.
- Chris Benoit derrotó a Kane reteniendo el Campeonato Mundial Peso Pesado (18:20)
  - Benoit cubrió a Kane con un "roll-up".
- Triple H derrotó a Shawn Michaels en un Hell in a Cell Match (47:57)
  - Triple H cubrió a Michaels después de dos Pedigrees.
  - Después de la lucha, Evolution (Randy Orton, Ric Flair & Batista) ayudaron a Triple H a levantarse y a salir.
  - Este ha sido el Hell in a Cell Match más largo hasta la fecha.

### 2024
Bad Blood 2024 tuvo lugar el 5 de octubre de 2024 en el State Farm Arena en Atlanta, Georgia. Esta edición marcó el regreso del evento luego de 20 años, tras de su última versión en 2004. 

#### Antecedentes
En SummerSlam, Liv Morgan derrotó a Rhea Ripley para retener el Campeonato Mundial Femenino después de una interferencia aparentemente accidental del interés amoroso en pantalla de Ripley y compañero de The Judgment Day, «Dirty» Dominik Mysterio. Sin embargo, después del combate, Mysterio se volvió contra Ripley y besó a Morgan, poniendo fin a su asociación. Más tarde esa noche, su compañero de The Judgment Day, Damian Priest, perdió el Campeonato Mundial Peso Pesado después de ser traicionado por su compañero de stable Finn Bálor. Posteriormente, Bálor excomulgó a Priest y Ripley del grupo, con la facción ahora compuesta por Bálor, Mysterio, Morgan, JD McDonagh y Carlito. Luego se llevó a cabo un combate por equipos mixtos entre The Terror Twins (Priest y Ripley) y Judgment Day (Mysterio y Morgan) en Bash in Berlin, que The Terror Twins ganaron con Ripley venciendo a Morgan, a pesar de la interferencia del resto de The Judgment Day.  En el siguiente episodio de Raw, Morgan atacó a Ripley y le lesionó la pierna, mientras que más tarde esa noche, Priest y Jey Uso hicieron equipo para derrotar a The Judgment Day (Bálor y McDonagh). La semana siguiente, se anunció que Morgan defendería su campeonato contra Ripley en una revancha en Bad Blood, mientras que Priest y Bálor también acordaron una lucha en el evento. En el episodio del 23 de septiembre de Raw, se anunció que Mysterio sería encerrado en una jaula de tiburones suspendida sobre el ring durante la lucha de Ripley y Morgan. 
En el Royal Rumble de enero, CM Punk eliminó a Drew McIntyre en la Men's Royal Rumble Match. Durante la lucha, McIntyre lesionó legítimamente el tríceps de Punk después de un aterrizaje fallido del Future Shock DDT. Durante los siguientes meses, McIntyre se burló de Punk en las redes sociales por causar su lesión. Punk tomó represalias costándole a McIntyre el Campeonato Mundial Peso Pesado en WrestleMania XL en abril, en Clash at the Castle: Scotland en el país natal de McIntyre en junio, y en Money in the Bank en la lucha de cobro homónima de McIntyre en julio. En SummerSlam, McIntyre derrotó a Punk, que contó con Seth «Freakin» Rollins como árbitro especial invitado. Esto condujo a una revancha en Bash in Berlin, que se disputó como una Strap Match que Punk ganó. Durante el clímax del combate, Punk recuperó el brazalete que McIntyre le había robado hacía unas semanas. Este brazalete le había sido regalado y estaba adornado con los nombres de su esposa (AJ Lee) y su perro (Larry). En el siguiente episodio de Raw , McIntyre atacó brutalmente a Punk y le rompió el brazalete. En el siguiente episodio, McIntyre afirmó haber acabado con la carrera de Punk, pero el gerente general de Raw, Adam Pearce, le informó que se enfrentaría a Punk en una Hell in a Cell Match en Bad Blood.
En King & Queen of the Ring en mayo, Nia Jax de SmackDown ganó el torneo Queen of the Ring, obteniendo una lucha por el Campeonato Femenino de la WWE de su marca en SummerSlam, donde derrotó a Bayley para ganar el título después de la interferencia de su aliada, Tiffany Stratton. En el episodio del 30 de agosto de SmackDown, Stratton interfirió en la defensa del título de Jax, sin embargo, Stratton fue impedido por el regreso de Bayley. En el episodio del 13 de septiembre, Jax declaró que el gerente general de SmackDown, Nick Aldis, le informó que defendería su título en Bad Blood. Bayley apareció y declaró que quería una revancha. Esto provocó que Naomi saliera y declarara que ella también quería una lucha por el título. Jax entonces propuso una lucha en equipos con ella y Stratton contra Bayley y Naomi para la semana siguiente, aunque con dos estipulaciones: si Bayley y Naomi ganaban, la mujer que anotara el pinfall se enfrentaría a Jax por el título en Bad Blood; sin embargo, si Jax y Stratton ganaban, la mujer que fuera inmovilizada se vería obligada a abandonar la marca SmackDown. Bayley y Naomi aceptaron.  El 20 de septiembre, Aldis anunció que la lucha se disputaría como una lucha en equipos tornado, y en SmackDown esa noche, Bayley y Naomi fueron declaradas co-ganadoras al inmovilizar simultáneamente a Jax. Aldis entonces programó una lucha entre Bayley y Naomi para la semana siguiente donde la ganadora se enfrentaría a Jax por el título en Bad Blood, que fue ganado por Bayley. 
En la noche 2 de WrestleMania XL en abril, Cody Rhodes derrotó a Roman Reigns para ganar el Campeonato Indiscutible de la WWE en un Bloodline Rules Match, poniendo fin al reinado histórico del título de Reigns en 1316 días. Después del evento, Reigns se tomó un receso prolongado mientras Solo Sikoa se nombró a sí mismo como el nuevo líder de The Bloodline, eliminando a     Jimmy Uso y al mánager Paul Heyman del grupo mientras agregaba a Tama Tonga, Tonga Loa y Jacob Fatu. Sikoa también comenzaría a referirse a sí mismo como el nuevo «Tribal Chief» del grupo. Posteriormente, Rhodes comenzó una rivalidad con esta nueva iteración de The Bloodline. En SummerSlam, Rhodes derrotó a Sikoa en un Bloodline Rules Match para retener el título después de la interferencia de un Reigns que regresaba. En el episodio del 13 de septiembre de SmackDown, Rhodes defendió con éxito el título contra Sikoa una vez más, esta vez en un Steel Cage Match. Tras el combate, Rhodes fue atacado por The Bloodline, lo que provocó que Reigns saliera a ayudarlo. Más tarde esa noche, Sikoa propuso una lucha por equipos con Fatu y él contra Rhodes y Reigns en Bad Blood. Rhodes inicialmente declinó, afirmando que su rivalidad con The Bloodline había terminado. Más tarde, Reigns se dirigió a los fans y declaró que no necesitaba la ayuda de Rhodes, ya que eran asuntos familiares. Rhodes apareció, aparentemente insinuando una revancha por el título entre él y Reigns, sin embargo, ambos fueron emboscados por The Bloodline. Rhodes y Reigns firmaron el contrato a regañadientes, oficializando así la lucha por equipos para Bad Blood. 

#### Resultados
- CM Punk derrotó a Drew McIntyre en un Hell in a Cell Match (31:25).[3]
  - Punk cubrió a McIntyre después de un «GTS» reforzado con una cadena en su rodilla.
  - Esta lucha fue calificada con 5 estrellas por el periodista Dave Meltzer del Wrestling Observer Newsletter.
- Nia Jax derrotó a Bayley y retuvo el Campeonato Femenino de WWE (14:10).[4]
  - Jax cubrió a Bayley después de un «Annihilator».
  - Durante la lucha, Tiffany Stratton interfirió a favor de Jax.
  - Durante la lucha, Stratton mostró intenciones de canjear su contrato Money in the Bank. Sin embargo, decidió no hacerlo.
- Damian Priest derrotó a Finn Bálor (12:45).[2]
  - Priest cubrió a Bálor después de un «South of Heaven».
  - Durante la lucha, The Judgment Day (JD McDonagh & Carlito) interfirió a favor de Bálor.
- Rhea Ripley derrotó a la Campeona Mundial Femenina Liv Morgan por descalificación (14:00).[1]
  - El combate fue descalificado después que Raquel Rodríguez atacara a Ripley.
  - Como resultado, Morgan retuvo el título.
  - Durante la lucha, Dominik Mysterio estuvo encerrado en una jaula suspendida en el aire.
- Cody Rhodes & Roman Reigns derrotaron a The Bloodline (Solo Sikoa & Jacob Fatu) (25:00).[5]
  - Reigns cubrió a Sikoa después de un «Spear».
  - Durante la lucha, el resto de The Bloodline (Tama Tonga & Tonga Loa) interfirieron a favor de Sikoa & Fatu, mientras que Jimmy Uso lo hizo a favor de Rhodes & Reigns.
  - Después de la lucha, The Bloodline atacó a Rhodes, pero fueron detenidos por Reigns y Uso.
  - Después de la lucha, The Rock hizo su regreso encarando a Rhodes, Reigns y Uso.
  - Una vez finalizado el evento, Kevin Owens atacó a Rhodes, cambiando a heel.